# Tomasz Fornal
Pour les articles homonymes, voir Fornal.
Tomasz Fornal est un joueur polonais de volley-ball né le 31 août 1997 à Cracovie. Il a remporté avec l'équipe de Pologne la médaille d'argent du tournoi masculin aux Jeux olympiques d'été de 2024, organisés à Paris.